# David Gnomo amico mio (album)
David Gnomo amico mio è l'ottavo album di Cristina D'Avena pubblicato da Five Record Srl su licenza Crab Ediciones Musicales e distribuito da C.G.D. Messaggerie Musicali SpA, nel 1986.

## Descrizione
L'album, come CantaSnorky, è dedicato a una serie animata che porta anche lo stesso nome dell'album. Contiene la sigla italiana del cartone animato e brani non trasmessi in TV realizzati su base musicale originale spagnola, adattati in italiano da Alessandra Valeri Manera e interpretati da Cristina D'Avena e Pietro Ubaldi.

## Tracce
- LP: FM 13572
- MC: 50 FM 13572

Lato A
Testi di Alessandra Valeri Manera; edizioni musicali Crab Ediciones Musicales/Canale 5 Music Tranne David Gnomo amico mio.
1. Cristina D'Avena – David Gnomo amico mio – 3:18 (musica: Carmelo Carucci; edizioni musicali Canale 5 Music)
2. David – Swift la volpe – 2:36 (Martin Maria Del Rosario Ovelar, Mariano Pèrez Garcia e Roger Giron)
3. Cristina D'Avena – Slizvaiz – 3:20 (Mariano Pèérez Garcia, José Antonio Garcia Morato Soto e Rosa Maria Giron Avila)
4. David – Zapatumbi – 2:05 (Emilio Tomas Aragon Alvarez, Martin Maria Del Rosario Ovelar, e Jorge Enrique Gomez Diaz)
5. Trolls – Malvagità – 3:03 (Mariano Pèrez Garcia, José Antonio Garcia Morato, Rosa Maria Giron Avila e Martin Maria del Rosario Ovelar)

Durata totale: 14:22
Lato B
Testi di Alessandra Valeri Manera; edizioni musicali Crab Ediciones Musicales/Canale 5 Music Tranne David Gnomo amico mio.
1. Cristina D'Avena e David – Uno gnomo – 3:41 (Martin Maria Del Rosario Ovelar e Juan Miguel Losada)
2. David – Lisa – 3:06 (A. Brito, Jorge E. Gomez e Martin Maria Del Rosario Ovelar)
3. Cristina D'Avena – Dai vieni qui David – 1:38 (testo: Martin Maria Del Rosario Ovelar e Miguel Angel Campos Lopez – musica: Miguel Angel Campos Lopez e Hilario Camacho Velilla)
4. David – L'albero che ho scelto durerà – 3:01 (Mariano Pèrez Garcia, José Antonio Garcia Morato e Rosa Maria Giron Avila)
5. David Gnomo amico mio (strumentale) – 3:18 (musica: Carmelo Carucci; edizioni musicali Canale 5 Music)

Durata totale: 14:44
Pietro Ubaldi viene accreditato come David e Trolls. Nei brani Zapatumbi, Malvagità e L'albero che ho scelto durerà, Alessandra Valeri Manera si firma come Alinvest, pseudonimo che utilizzava in particolare nei brani che potevano essere orientati più verso un pubblico maschile.

## Produzione
- Alessandra Valeri Manera – Produzione discografica e direzione discografica
- Direzione Creativa e Coordinamento Immagine Mediaset – Grafica
- Studio B.R.B. Internacional – Realizzazione immagine
- Crab Productiones – Produzione

## Produzione e formazione dei brani
Per tutti i brani
- Enzo Draghi – Direzione cori e interpreti[2]

Per tutti i brani a eccezione di David Gnomo amico mio
- Josè Morato – Produzione per Crab Ediciones Musicales
- Carmelo Carucci – Produzione italiana, supervisione musicale
- Javier Losada – Arrangiamenti
- Tonino Paolillo – Registrazione e mixaggio al Mondial Sound Studio, Milano
- Josè Morato – Elaborazione musicale
- Javier Losada – Collaborazione all'elaborazione musicale
- Mariano Perez – Collaborazione all'elaborazione musicale
- Jorge E. Gomez – Collaborazione all'elaborazione musicale
- Oscar Gomez – Direzione musicale
- I Piccoli Cantori di Milano – Cori
- Niny Comolli – Direzione cori
- Laura Marcora – Direzione cori
- Moreno Ferrara – Cori aggiuntivi
- Marco Gallo – Cori aggiuntivi